# Évaporation des trous noirs

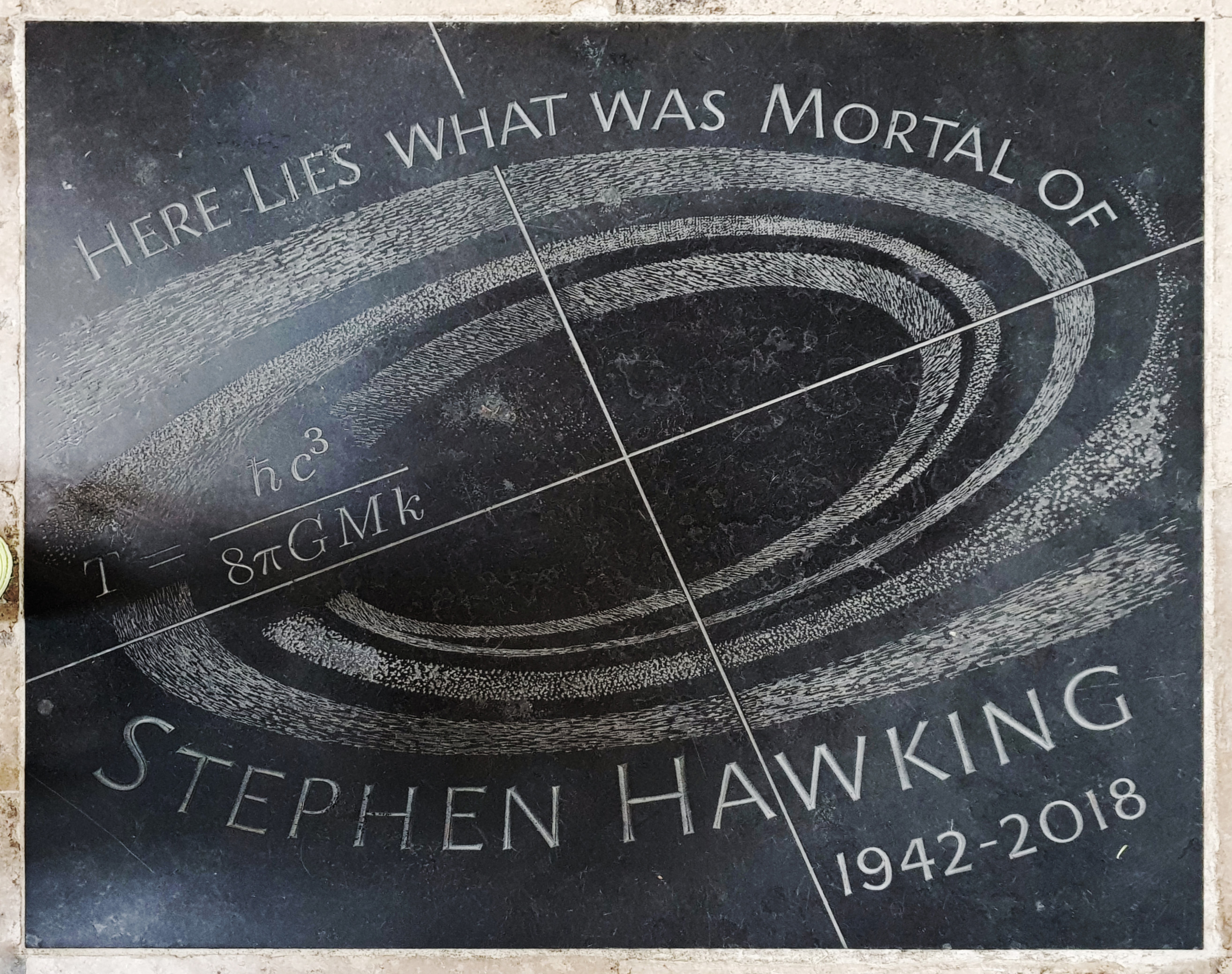
Pierre tombale de Stephen Hawking (1942-2018) à l'abbaye de Westminster sur laquelle figure l'équation donnant la température du rayonnement.

«  Effet Hawking » et «  Rayonnement de Hawking » redirigent ici. Pour les autres significations, voir Rayonnement (homonymie) et Hawking (homonymie).
Pour les articles homonymes, voir Évaporation (homonymie) et Trou noir (homonymie).
Pour un article plus général, voir Trou noir.
L'évaporation des trous noirs, qui se traduit par le rayonnement de Hawking,, (dit aussi de Bekenstein-Hawking), est le phénomène selon lequel un observateur regardant un trou noir peut détecter un infime rayonnement de corps noir, évaporation des trous noirs, émanant de la zone proche de son horizon des événements.
L'éponyme du rayonnement est le physicien théoricien britannique Stephen Hawking (1942-2018) qui l'a prédit en 1974,,,,, dans le cadre de la théorie quantique des champs en espace-temps courbe,. Il est considéré comme l'une de ses plus importantes réalisations.
La découverte théorique de ce phénomène a fortifié une branche de l'étude des trous noirs appelée thermodynamique des trous noirs, développée peu avant la découverte de Hawking, et qui suggérait qu'il devait être possible d'associer une température à un trou noir. Cependant, au niveau classique, il était démontré qu'un trou noir ne pouvait émettre de rayonnement (c'est même, en quelque sorte, la définition d'un trou noir). Ce paradoxe a été résolu par Stephen Hawking, qui a démontré que des effets d'origine quantique pourraient être à l'origine d'un tel phénomène.
Le rayonnement de Hawking s'avère théoriquement extraordinairement faible pour les trous noirs issus de l'évolution stellaire et encore plus faible pour les autres trous noirs indirectement détectés dans l'Univers (trous noirs intermédiaires et trous noirs supermassifs), aussi sa mise en évidence est impossible à l'heure actuelle. Elle pourrait être rendue possible par l'existence de trous noirs de petite taille (microscopique). De tels objets pourraient avoir été produits lors du Big Bang (on parle de trous noirs primordiaux), voire être produits dans des accélérateurs de particules dans le cadre de certaines théories au-delà du modèle standard de la physique des particules.
En relativité générale, un trou noir est un absorbeur parfait qui n'émet aucun rayonnement. En théorie quantique des champs en espace-temps courbe, il émet un rayonnement : le rayonnement de Hawking. Celui-ci est un rayonnement thermique,, caractérisé par une température themodynamique : la température de Hawking. Il cause une perte d'énergie et — par la relation d'équivalence de la masse et de l'énergie {\displaystyle \left(E=Mc^{2}\right)} — une perte de masse.
Un trou noir extrémal n'émet pas de rayonnement de Hawking. Mais un trou noir de Kerr non-extrémal en émet. L'émission du rayonnement de Hawking requiert la présence d'un horizon des événements,. Ainsi, une étoile à neutrons n'émet pas de rayonnement de Hawking,.
Il existe un analogue cinématique au phénomène de rayonnement de Hawking : l'effet Unruh, du nom de William Unruh qui l'a prédit en 1976. Celui-ci affirme qu'un observateur qui regarderait un miroir animé d'un mouvement accéléré aurait l'impression que celui-ci émet un rayonnement thermique dont la température est proportionnelle à l'accélération du miroir. Dans un contexte un peu différent, l'effet Schwinger, du nom de Julian Schwinger, qui décrit la création de particules chargées dans un champ électrique, peut être vu comme un analogue électrostatique du rayonnement de Hawking.
Divers processus issus de la mécanique classique doivent être distingués de l'effet Hawking, notamment ceux permettant d'extraire de l'énergie d'un trou noir : le processus de Penrose, ou son analogue ondulatoire, la superradiance. De même, les phénomènes d'éjection de matière par l'intermédiaire de jets issus d'un disque d'accrétion entourant le trou noir n'ont strictement rien à voir avec le phénomène d'évaporation des trous noirs.

## Rayonnement de Hawking
La théorie quantique des champs (c'est-à-dire les lois de la mécanique quantique appliquées dans le cadre de la relativité restreinte) explique l'existence des fluctuations du vide : des paires particule-antiparticule sont en permanence engendrées dans le vide. Des effets de ces fluctuations du vide peuvent être mis en évidence par divers phénomènes, comme l'effet Casimir en physique des particules ou le déplacement de Lamb dans le spectre des niveaux d'énergie d'un électron dans un atome d'hydrogène.
De façon générale, ces paires de particules-antiparticules s'annihilent aussitôt, sauf si un phénomène physique permet de les séparer en un temps inférieur à la durée de vie typique de la paire. Dans le cas de l'effet Hawking, à l'horizon d'un trou noir, les forces de marée engendrées par le champ gravitationnel du trou noir peuvent éloigner la particule de son antiparticule avant qu'elles ne s'annihilent. L'une est absorbée par le trou noir, tandis que l'autre (la particule émise) s'en éloigne dans un sens opposé. De façon heuristique, l'énergie de la paire particule-antiparticule mesurée par un observateur situé loin du trou noir est négative, du fait que les deux particules sont piégées dans le puits de potentiel du trou noir. De façon schématique, il est possible que la répartition d'énergie au sein de la paire particule-antiparticule donne à l'une des deux une énergie qui serait considérée comme positive par un observateur distant, c'est-à-dire lui permettant de s'échapper de son champ gravitationnel. Dans un tel cas, l'absorption de l'autre particule peut être vue comme l'absorption d'une particule d'énergie négative, produisant une diminution de sa masse.
L'évaporation est proportionnelle à la force de marée engendrée par le trou noir. La force de marée est d'autant plus grande que le trou noir est petit et donc léger. L'évaporation ayant pour effet de diminuer la masse et la taille du trou noir, le processus est divergent et l'évaporation – très lente au début – s'accélère progressivement. L'énergie des particules émises augmente avec la température du trou noir. En dessous d'une température limite, l'émission ne se produit qu'avec des particules de masse nulle comme les photons ou les gravitons et éventuellement les neutrinos. Au-dessus, l'émission de tout type de particules est possible, quoique ce régime ne concerne que la toute fin de l'évolution des trous noirs. Pendant la plus grande partie de leur existence, ceux-ci rayonnent de particules sans masse (voir ci-dessous).

## Formules et ordres de grandeur
Un calcul célèbre ayant donné naissance à ce que l'on appelle la thermodynamique des trous noirs permet de montrer que l'on peut exprimer la masse {\displaystyle M} d'un trou noir en fonction de sa taille (en fait la surface {\displaystyle A} de son horizon), et des autres paramètres macroscopiques le caractérisant, à savoir, pour un trou noir de type astrophysique, sa charge électrique {\displaystyle Q} et son moment cinétique {\displaystyle L}. Il existe donc une fonction de la forme :
{\displaystyle M=M(A,Q,L)}.
La quantité {\displaystyle \partial M/\partial A} peut s'écrire sous la forme :
{\displaystyle {\frac {\partial M}{\partial A}}={\frac {1}{8\pi }}{\frac {1}{G}}\kappa },
où :
- {\displaystyle G} est la constante de Newton ;
- {\displaystyle \kappa } est une quantité appelée gravité de surface du trou noir, et qui détermine à quelle vitesse le champ gravitationnel d'un trou noir diverge à mesure que l'on s'approche de l'horizon.

Les calculs de Hawking sur l'évaporation des trous noirs indiquent que la température {\displaystyle T} qui peut leur être associée est donnée par :
où :
- {\displaystyle k_{\mathrm {B} }} est la constante de Boltzmann ;
- {\displaystyle c} est la constante de la vitesse de la lumière dans le vide ;
- {\displaystyle \hbar } est la constante de Planck réduite dite constante de Dirac.

Cette température est également appelée température de Hawking. Ceci justifie a priori l'ensemble des calculs sur la thermodynamique des trous noirs : en effet, la différentielle de la masse en fonction de l'aire des autres quantités s'identifie à la formule du premier principe de la thermodynamique,
{\displaystyle {\rm {d}}U=T{\rm {d}}S+...},
où l'énergie interne U est remplacée dans le cas des trous noirs par leur masse (représentant leur énergie totale), et l'entropie S est, d'après les calculs de la thermodynamique des trous noirs, proportionnelle à la surface A de leur horizon. Pour rendre l'ensemble de la thermodynamique des trous noirs cohérente, il fallait démontrer que les trous noirs pouvaient posséder une température proportionnelle à la gravité de surface, ce qui a été réalisé par Hawking.

### Cas d'un trou noir de Schwarzschild
Dans le cas d'un trou noir de Schwarzschild, on a une relation simple entre la masse et la surface du trou noir : le rayon de Schwarzschild R s'écrit
{\displaystyle R={\frac {2GM}{c^{2}}}},
et sa surface ({\displaystyle A=4\pi R^{2}} pour une sphère)
{\displaystyle A=16\pi {\frac {G^{2}M^{2}}{c^{4}}}}.
On peut alors exprimer M en fonction de A de la manière suivante
{\displaystyle M={\sqrt {\frac {c^{4}A}{16\pi G^{2}}}}}.
On a donc
{\displaystyle {\frac {\partial M}{\partial A}}={\frac {1}{2}}{\frac {M}{A}}={\frac {c^{4}}{32\pi G^{2}M}}},
or
{\displaystyle {\frac {\partial M}{\partial A}}={\frac {1}{8\pi G}}\kappa }.
La gravité de surface est donc
{\displaystyle \kappa ={\frac {1}{4}}{\frac {c^{4}}{GM}}},
incidemment en accord avec la formule usuelle {\displaystyle \kappa =GM/R^{2}}, et la température vaut
La température est donc inversement proportionnelle à la masse. Ce résultat n'est guère surprenant : la seule échelle de longueur du problème est le rayon de Schwarzschild, proportionnelle à la masse. La température d'un rayonnement est déterminée par l'énergie typique des particules (en l'occurrence des photons), de fréquence {\displaystyle \scriptstyle \nu }, selon une formule du type {\displaystyle k_{\mathrm {B} }T\simeq h\nu \simeq hc/\lambda }. Il est naturel que la longueur d'onde des photons soit déterminée par l'échelle de longueur disponible, proportionnelle à la masse, aussi la température est-elle naturellement inversement proportionnelle à cette dernière.
La formule précédente peut se réécrire en unités de Planck selon
{\displaystyle {\frac {T}{T_{\mathrm {Pl} }}}={\frac {1}{8\pi }}{\frac {M_{\mathrm {Pl} }}{M}}}.
De façon plus intéressante, on peut la réécrire en unité de masse solaire, ce qui donne :
{\displaystyle {\frac {T}{1\;{\mathrm {K} }}}=6,\!15\times 10^{-8}{\frac {M_{\odot }}{M}}}.
Ainsi, un trou noir d'une masse solaire a une température de l'ordre du dix-millionième de kelvin. Cette température augmente à mesure que la masse du trou noir diminue. Il existe donc un effet d'emballement : plus le trou noir rayonne, plus il perd de l'énergie (sa masse va diminuer, voir ci-dessous), et plus il est chaud. Cela n'est pas sans rappeler l'évolution stellaire, où une étoile est le siège de réactions nucléaires de plus en plus rapides à mesure que son évolution se poursuit.
Si cet ordre de grandeur est correct en général, il est significativement erroné dans plusieurs cas. En particulier, pour un trou noir extrémal, c'est-à-dire possédant une valeur maximale de la charge électrique ou du moment cinétique, alors on montre que la température du trou noir est strictement nulle. Un tel résultat est l'analogue en thermodynamique des trous noirs du troisième principe de la thermodynamique, qui indique qu'il n'est pas possible d'atteindre un état de température nulle (ou d'entropie minimale) par un quelconque processus physique.

## Évolution d'un trou noir isolé
Une autre conséquence de la dépendance inverse entre température et masse est qu'un trou noir ne peut pas être en équilibre avec un bain thermique : si la température du bain est supérieure à celle du trou noir, le trou noir va plus absorber de rayonnement qu'il ne va en émettre, et ainsi augmenter sa masse et diminuer sa température. L'écart de température entre le trou noir et le bain thermique va donc augmenter. Il en est de même si cette fois la température du bain est inférieure à celle du trou noir. Cette fois, c'est la température du trou noir qui va augmenter et différer de plus en plus de celle du bain.
À l'heure actuelle, l'Univers entier baigne dans un rayonnement thermique, le fond diffus cosmologique. Ce rayonnement est à une température de 2,7 kelvins, qui est donc supérieure à celle d'un trou noir stellaire. Un tel trou noir, même s'il est complètement isolé (pas d'accrétion de matière du milieu interstellaire ou d'un compagnon), va donc absorber du rayonnement. Cette phase va durer jusqu'à ce que la température du fond diffus cosmologique ait suffisamment baissé du fait de l'expansion de l'Univers. La durée de cette phase peut être calculée de façon approximative en utilisant les paramètres issus du modèle standard de la cosmologie. À l'heure actuelle, on assiste à une accélération de l'expansion de l'Univers, qui se traduit par le fait que l'expansion semble tendre vers une loi exponentielle, où les distances sont multipliées par 2,7 en un temps de l'ordre du temps de Hubble, soit 13,5 milliards d'années. La température du fond diffus cosmologique décroît comme l'inverse de la dilatation des longueurs. Ainsi, pour que la température du fond diffus cosmologique atteigne la valeur de 6,15×10-8 K, il faut attendre environ 18 temps de Hubble. Des trous noirs moins massifs que des trous noirs stellaires pourraient, eux, être en train de s'évaporer aujourd'hui. Pour cela, il faut que leur masse soit inférieure à
{\displaystyle M_{m}={\frac {6,\!15\times 10^{-8}}{2,\!7}}M_{\odot }\simeq 4,\!5\times 10^{22}{\mathrm {kg} }},
soit une masse comprise entre celles de Mercure et Pluton.
Aucun processus astrophysique connu ne permet de réaliser des trous noirs de masse aussi petite, mais il est possible que de tels objets se soient formés dans l'Univers primordial. De tels trous noirs primordiaux pourraient exister, et révéler leur signature par le phénomène d'évaporation. En effet, en fin d'évaporation, alors que le trou noir atteint une masse de quelques milliards de tonnes seulement, un trou noir rayonne à une température de l'ordre de 1011 K, soit dans le domaine des rayons gamma, et pourrait laisser une signature observationnelle dans ce domaine de longueur d'onde.

## Temps d'évaporation
Il est possible d'estimer (avec des incertitudes, voir ci-dessous) le temps d'évaporation d'un trou noir. D'ordinaire, l'énergie rayonnée par un corps sphérique dont la température de surface est T et le rayon est R s'écrit
{\displaystyle L=4\pi R^{2}\sigma T^{4}},
où σ est la constante de Stefan-Boltzmann. La perte d'énergie de masse d'un trou noir s'écrit donc en principe
{\displaystyle {\frac {{\mathrm {d} }Mc^{2}}{{\mathrm {d} }t}}=-4\pi R^{2}\sigma T^{4}}.
Pour un trou noir de Schwarzschild, ceci s'écrit
{\displaystyle {\frac {{\mathrm {d} }Mc^{2}}{{\mathrm {d} }t}}=-4\pi \left({\frac {2GM}{c^{2}}}\right)^{2}\sigma \left({\frac {\hbar c^{3}}{8\pi k_{B}GM}}\right)^{4}},
soit, en remplaçant la constante de Stefan-Boltzmann par sa valeur,
{\displaystyle {\dot {M}}=-{\frac {1}{15360\pi }}{\frac {c^{4}\hbar }{G^{2}}}{\frac {1}{M^{2}}}}.
Le temps d'évaporation d'un trou noir de masse M s'écrit donc
En unités de masses solaires, on obtient
{\displaystyle {\frac {t_{e}}{1\;{\mathrm {s} }}}=6,\!6\times 10^{74}\left({\frac {M}{M_{\odot }}}\right)^{3}}.
Pour une masse solaire, cette durée est environ 1057 fois plus grande que l'âge de l'Univers, illustrant le fait que l'évaporation de trous noirs stellaires est totalement négligeable. Par contre, des objets de masse 1019 fois plus faible qu'une masse solaire, soit de l'ordre d'un milliard de tonnes, ont un temps d'évaporation inférieur à l'âge de l'Univers.

### Limites du calcul du temps d'évaporation
Si la dérivation ci-dessus est globalement correcte, elle comporte un certain nombre d'approximations qui la rendent inexacte. En particulier, la première équation (qui donne la perte d'énergie en fonction de la surface d'émission) s'avère incorrecte, car la quantité qui devrait intervenir n'est pas la surface, mais la section efficace d'un trou noir. D'ordinaire, ces deux quantités sont identiques à un facteur 4 près (la surface vaut 4 π R2 et la section efficace π R2). Cependant, dans le cas d'un trou noir, la taille angulaire d'un trou noir est plus grande d'un facteur {\displaystyle 3{\sqrt {(}}{3}/2)} que ce qu'un calcul naïf donnerait. Ainsi, au lieu de l'aire du trou noir dans la formule ci-dessus, il faudrait rajouter un facteur 27/4.
De plus, ce type de calcul est fait dans l'approximation de l'optique géométrique, où l'on suppose que les photons peuvent être assimilés à des particules ponctuelles, ou en tout cas de dimensions toujours très petites devant les autres dimensions du problème. Or dans le cas de l'évaporation des trous noirs, la longueur d'onde des photons est du même ordre que la taille physique du trou noir. Il conviendrait donc de se placer dans les calculs dans le cadre de l'optique physique, où serait prise en compte la forme exacte du front d'onde dans le champ gravitationnel du trou noir.
Enfin, il a été supposé ici que le trou noir émet uniquement des photons. En pratique, le phénomène d'évaporation concerne toutes les particules existantes, en tout cas toutes celles dont l'énergie de masse est inférieure à l'énergie typique des particules du rayonnement. En pratique, le trou noir rayonne aussi des gravitons, voire des neutrinos (si leur masse est suffisamment faible) en plus des photons. Vers la fin de sa vie, quand sa température atteint le domaine du gigaélectronvolt, il peut rayonner des quarks, des muons voire d'autres particules pour l'heure inconnues. Cependant, ces dernières étapes ne concernent que la toute fin de l'évolution du trou noir. Les premiers calculs détaillés du taux d'évaporation ont été effectués par Don Page en 1976.
Finalement, ces effets ne sont pas censés affecter le résultat général, mais pourraient le corriger d'un facteur numérique qui pourrait être fort différent de 1, mais il apparaît peu probable qu'il s'éloigne de façon démesurée de 1. Aussi, le fait qu'un trou noir de masse stellaire ne puisse pas s'évaporer en un temps inférieur à l'âge de l'Univers est-il un résultat extrêmement robuste.

## Trous noirs et information
Le théorème no hair (théorème de calvitie) qui énonce que seuls trois paramètres macroscopiques définissent l'état d'un trou noir pose un problème aux yeux de la théorie quantique. Si l'on envoie dans un trou noir un ensemble dit pur de particules, c'est-à-dire un faisceau cohérent (par exemple, un rayon laser, une paire de Cooper), le retour de cette énergie cohérente se fait sous la forme d'une énergie incohérente, un rayonnement thermique, un ensemble dit mixte. Or, les fonctions d'ondes qui décrivent ces deux types d'ensembles sont différents : dans le cas de l'ensemble pur les fonctions d'ondes s'additionnent vectoriellement, dans le cas d'un ensemble mixte, ce sont les carrés des modules des fonctions d'ondes qui s'additionnent. Or, et le paradoxe est là, la transformation d'un ensemble en un autre n'est pas possible au sens quantique, puisqu'il ne s'agit pas d'une transformation unitaire (qui préserve la norme de la fonction d'onde).